# Sparagmia gonoptera
Sparagmia gonoptera là một loài bướm đêm trong họ Crambidae.